# Richard Connor
Richard Connor (Pueblo (Colorado), Estados Unidos, 25 de marzo de 1934) es un clavadista o saltadora de trampolín estadounidense retirado especializado en plataforma de 10 metros, donde consiguió ser medallista de bronce olímpico en 1956.

## Carrera deportiva
En los Juegos Olímpicos de 1956 celebrados en Melbourne (Australia) ganó la medalla de bronce en los saltos desde la plataforma de 10 metros, con una puntuación de 149 puntos, tras el mexicano Joaquín Capilla y su paisano estadounidense Gary Tobian.